# Camila Bordonaba
Camila Bordonaba Roldán (El Palomar, Morón, provincia de Buenos Aires; 4 de septiembre de 1984) es una actriz, cantante y directora de escena argentina. Es conocida por sus papeles en telenovelas juveniles como Chiquititas, Rebelde Way y Atracción x4 en Dream Beach, y por formar parte de la banda de pop-rock Erreway.

## Biografía
Camila nació el 4 de septiembre de 1984 en El Palomar, provincia de Buenos Aires. Su padre, Juan Carlos Bordonaba, es almacenero y su madre, Nora Roldán, es podóloga. Tiene dos hermanos mayores, Melina y Rodrigo Bordonaba, tiene ascendencia española, de Galicia por parte de su padre.

## Carrera actoral
En 1987 debutó en televisión con tan solo tres años de edad en el programa musical CantaNiño, integrando el elenco junto a su hermana mayor, Melina.
Cantaba en "La banda de CantaNiño" donde también cantó como solista algunas canciones, como «Señora Vaca» con la cual hizo el casting, «Será como mamá y papá», «Somos el mundo» (versión en español de We Are the World de Michael Jackson), la original en inglés, «Estrelinha» en portugués y «Pubbli-pubbli-pubblicità» y «La Ciribiricoccola», ambas en italiano junto a su hermana. A los ocho años comenzó a estudiar actuación. Anteriormente practicaba gimnasia rítmica y participaba en competiciones. A los doce comenzó su carrera como actriz en la telenovela infantil Chiquititas, creada y producida por Cris Morena, siendo junto a Nadia Di Cello las actrices que más perduraron en el elenco. Participó de 1996 a 2001 en las temporadas teatrales de la misma. En 2001 filmó su primera película llamada Chiquititas: Rincón de luz, protagonizada por Romina Yan y Facundo Arana. En 2002 y 2003, protagonizó junto a Benjamín Rojas, Luisana Lopilato y Felipe Colombo, la serie Rebelde Way, una ficción para adolescentes creada y producida por Cris Morena. Paralelamente, integró la banda musical de nombre Erreway, junto a sus compañeros de reparto, y publicó el primer álbum "Señales". Con el éxito de la serie y la banda comienza la "Gira Señales" presentando las canciones del disco por toda Argentina, junto a las más de quince actuaciones musicales de "Rebelde Way, el show", en las que se incluye el concierto final, llevado a cabo en el teatro Gran Rex de Buenos Aires. En 2003 Erreway publicó su segundo álbum, titulado "Tiempo", y empezó la gira "Nuestro Tiempo". Viajó a Israel, dando dieciocho conciertos en el Estadio Nokia Sport Center de Tel Aviv, junto al elenco de la serie.
En 2004 rodó su segunda película, llamada Erreway: 4 caminos, centrada en los cuatro protagonistas de la serie de televisión. A esto le acompaña la publicación del último álbum de Erreway titulado "Memoria", que incluye todos los temas de la película. Presentando el disco, Erreway da su última gira y se separa para embarcarse en nuevos proyectos propios. Ese mismo año participa como villana en la serie Floricienta, donde aparece en el papel de Paloma/Julieta Mónaco. En 2005, obtuvo su primer protagónico adulto, como Sisí Ponte, junto al actor Gustavo Bermúdez en la telenovela El Patrón de la Vereda. Asimismo, realizó la cortina musical de la misma. También hace una aparición especial en la serie ¿Quién es el jefe? como una juez. En 2006, formó parte del elenco de Gladiadores de Pompeya emitida por Canal 9. Ese año, tras el éxito de la serie Rebelde Way en España, emitida desde 2004 en varias cadenas, vuelve la "Fiebre Erreway". Se publican dos nuevos discos, un recopilatorio llamado "El disco de Rebelde Way" y uno en vivo, "Erreway En Concierto". Tras el éxito en ventas se publicaron en España los discos "Señales" y "Tiempo". En julio Felipe Colombo y Camila viajan a España para representar a Erreway con varias firmas de discos y ruedas de prensa. En diciembre se reunieron de nuevo, esta vez sin Luisana Lopilato, para el "European Tour", con conciertos en varias ciudades españolas y todas las entradas agotadas. En 2007 en España, fue elegida "La bella joven actriz internacional" (ganó entre actrices como Jessica Alba, Scarlett Johansson, Jessica Biel y otras). Ese mismo año se estrenó la telecomedia Son de Fierro por Canal 13, donde hace de pareja de Felipe Colombo en el papel de Karina. La serie se convierte en la ficción más exitosa del año. Con la vuelta de Erreway a sus espaldas, comienza a grabar sin Luisana Lopilato, un nuevo disco llamado "Vuelvo", que solo se publicaría en España y que incluyó canciones del álbum "Memoria" grabadas nuevamente por el trío. Ese mismo año se publicó en España la antología completa de Erreway. La nueva gira española finalmente fue cancelada, al igual que la publicación del disco "Vuelvo" que ya estaba grabado. A finales de 2008, se estrenó la serie Atracción x4 en Dream Beach donde, después de mucho tiempo, volvió a compartir guion con Luisana Lopilato, interpretando a Malena Lacalle, una de las integrantes del grupo "Latinas". Esta novela reemplazó a la serie Patito feo, finalizando en 2009. En 2010, protagonizó la película de terror Penumbra, rodada en la ciudad de La Plata y dirigida por los hermanos García Bogliano, donde interpretó a Victoria, uno de los clientes interesados en el departamento de Marga.
En 2012, publica un nuevo tema llamado «Solo me salva amar» con su nueva banda formada junto a Felipe Colombo y Guillermo Lorenzo, "La Miss Tijuana". Tras el éxito del primer tema, se publica en julio otra canción llamada «Vuelvo». Desde 2010 se encuentra alejada de la fama. En 2011, Camila se volcó totalmente en su proyecto Arcoyrá, subiéndose a una caravana para recorrer el país con su espacio de arte. Este estilo de vida, que incluía dormir en el campo y cocinar en un fogón, llamó la atención de los medios. Dirigió también la obra Una noche en el castillo.
Después de años alejada de los medios, anunció su regreso en la gira "Juntos Otra Vez Tour 2025" junto a sus compañeros de Erreway Felipe Colombo y Benjamín Rojas.

## Vida personal
Camila es madrina de Aurora, la hija de su compañero de Erreway, Felipe Colombo.    
Ya retirada de la televisión, abrió un centro cultural en San Telmo llamado Arcoyrá junto a sus amigos y con la ayuda de Felipe Colombo. Un tiempo después, cuando Camila decidió que ya no quería vivir en Buenos Aires, el espacio de arte quedó a cargo de los amigos que montaron ese espacio con ella y pasó a llamarse Teatro Mandril. Alejada de Arcoyrá, empezó a viajar por Argentina con su motorhome llamado "Teodoro" por mucho tiempo acompañada de sus amigos. Vivía en "El Peladero", un espacio de arte independiente situado en las afueras de Bahía Blanca, Argentina, allí se encargaba de realizar distintas tareas comunitarias, como cultivar su propia comida y atender la barra del bar los fines de semana.

## Trabajos

### Televisión
| Año       | Título                      | Papel                             | Canal              | Notas                          |
| --------- | --------------------------- | --------------------------------- | ------------------ | ------------------------------ |
| 1987-1992 | Cantaniños                  | Ella misma                        | Telefe             | Programa de televisíón musical |
| 1996-2001 | Chiquititas                 | Patricia Basualdo/Camila Bustillo | Telefe             | Elenco principal               |
| 2002-2003 | Rebelde Way                 | Marizza Pía Spirito/Andrade       | Canal 9 América TV | Protagonista                   |
| 2003      | Rincón de luz               | Camila de Erreway                 | Canal 9            | Participación especial         |
| 2004      | Floricienta                 | Paloma/Julieta Mónaco             | Canal 13           | Antagonista                    |
| 2005      | El Patrón de la Vereda      | Sisí Ponte                        | América TV         | Protagonista 92 Episodios      |
| 2005      | ¿Quién es el jefe?          | Jueza                             | Telefe             | Participación especial         |
| 2006      | Gladiadores de Pompeya      | Violeta Baratto                   | Canal 9            | Elenco principal               |
| 2007-2008 | Son de Fierro               | Karina Andurregui                 | Canal 13           | Elenco principal               |
| 2008-2009 | Atracción x4 en Dream Beach | Malena Lacalle                    | Canal 13           | Protagonista                   |

### Teatro
| Año         | Título                   | Papel                             | Notas                               |
| ----------- | ------------------------ | --------------------------------- | ----------------------------------- |
| 1996 - 2001 | Chiquititas              | Patricia Basualdo/Camila Bustillo | Adaptación teatral de la telenovela |
| 2002 - 2003 | Rebelde Way              | Marizza Pía Spirito/Andrade       | Adaptación teatral de la telenovela |
| 2003 - 2007 | Erreway                  | Ella misma                        | Conciertos con la banda Erreway     |
| 2011        | Una noche en el castillo | Productora                        | Obra teatral                        |
| 2025        | Erreway: Juntos otra vez | Ella misma                        | Conciertos con la banda Erreway     |

### Cine
| Año  | Título                     | Papel                       | Director               |
| ---- | -------------------------- | --------------------------- | ---------------------- |
| 2001 | Chiquititas, rincón de luz | Camila Bustillo             | José Luis Massa        |
| 2004 | Erreway: 4 caminos         | Marizza Pía Spirito/Andrade | Ezequiel Crupnicoff    |
| 2012 | Penumbra                   | Victoria                    | Adrián García Bogliano |

### Radio
| Año  | Título              | Papel    | Radio               |
| ---- | ------------------- | -------- | ------------------- |
| 2012 | Piso 13             | Invitada |                     |
| 2013 | La Brújula 24       | Invitada | FM 93.1.            |
| 2017 | Alimento Balanceado | Invitada | National Rock 97.3. |

## Discografía

### Bandas sonoras
| Año  | Banda Sonora                             |
| ---- | ---------------------------------------- |
| 1990 | Cantaniños La Banda de Cantaniño         |
| 1991 | Cantaniños La Banda de Cantaniño         |
| 1992 | Cantaniños La Banda de Cantaniño         |
| 1997 | Chiquititas soundtracks Chiquititas      |
| 1998 | Chiquititas soundtracks Chiquititas      |
| 1999 | Chiquititas soundtracks Chiquititas      |
| 2000 | Chiquititas soundtracks 2000 Chiquititas |
| 2001 | Chiquititas soundtracks 2001 Chiquititas |
| 2005 | El Patrón de la Vereda                   |
| 2007 | Son de Fierro                            |

### Con Erreway
| Año  | Álbúm                |
| ---- | -------------------- |
| 2002 | Señales              |
| 2003 | Tiempo               |
| 2004 | Memoria              |
| 2009 | Erreway en Concierto |
| 2021 | Vuelvo               |

### Con Miss Tijuana
| Año  | Álbúm  | Tipo |
| ---- | ------ | ---- |
| 2011 | Lluvia | EP   |

## Giras Musicales
- Tour Señales (2002 - 2003)
- Tour Nuestro Tiempo (2003 - 2004)
- Tour de despedida de Erreway (2004)
- Erreway: Gira de España (2006)
- Juntos Otra Vez Tour (2025)